# غزوه بنی‌قینقاع
پس از غلبه مسلمانان در غزوه بدر، قبایل بت‌پرست، یهودیان ثروتمند مدینه و یهودیان خیبر و وادی القری همه از پیشرفت نیروهای حکومت اسلامی دچار ترس شدند.
از این میان، یهودیان قبیله بنی قَینُقاع که در داخل مدینه زندگی می‌کردند و قدرت اقتصادی مدینه در دست آنها بود، بیش از همه در بیم و هراس بودند و با جنگ تبلیغاتی عملاً پیمان سال اول هجرت را زیر پا گذاشته بودند.
اما آتش رسمی جنگ میان آنان و مسلمانان از روزی شعله‌ور شد که یک مغازه‌دار یهودی به یک زن مسلمان اهانت کرد؛ یکی از مسلمان‌ها مغازه‌دار را کشت و در پی آن، جمعی از یهودیان بازار آن مسلمان را کشتند. در پی آن مسلمانان اقدام به جنگ با آنها کردند و یهودیان بنی قینقاع از ترس‌شان به قلعه‌های خود پناه بردند. پس از پانزده روز، یهودیان تسلیم شدند و محمد آنان را به حدود شام تبعید کرد و اموال آنها توسط مسلمانان به غنیمت گرفته شد.

## دلایل جنگ
محمد پس از هجرت به مدینه با یهودیان پیمانی بست و به آنان اجازه داد در مدینه بمانند به شرط آنکه کسی را بر ضد محمد یاری نکنند. بنی قینقاع نخستین قبیله‌ای بود که این پیمان را شکست و با مسلمانان به ستیز برخاست. روایت مورّخان دربارهٔ آغاز ماجرا، در مجموع دربردارنده سه مطلب است:
1. محمد پس از بازگشت از بدر (رمضان سال دوم هجرت) بنی قینقاع را در بازارشان گرد آورد و از آنان خواست که از شکست قریش عبرت گیرند و اسلام آورند؛ یهودیان در پاسخ گفتند که آنان جنگاورند و مانند قریش تن به شکست نخواهند داد.
2. زنی مسلمان، به قصد فروش شیر یا خرید زیور به بازار بنی قینقاع رفت و زرگری یهودی به او اهانت کرد و او را به سُخره گرفت. مسلمانی به پشتیبانی زن، زرگر را کُشت و خود در دم به دست دیگر یهودیان کشته شد؛ خبر به محمد رسید و او مصاف آراست.
3. هنگامی که آیه ۵۸ سوره انفال بر محمد نازل شد، محمد با اظهار بیمناکی از بنی قینقاع به جنگ آنان رفت.

ابن اسحاق هر سه مطلب را به‌طور مجزّا نقل می‌کند، ولی به جای آیه یادشده، از آیاتی دیگر (آل عمران: ۱۲–۱۳) سخن می‌راند. واقدی گفته‌های اول و دوم را به صورتی مرتبط می‌آورد و ابن سعد تنها سومین مطلب را ذکر می‌کند. طبری با تلفیق مطالب اول و سوم می‌نویسد که پس از امتناع یهودیان از پذیرش سخنان محمد، این آیه نازل شد. برخی منابع دیگر از سرکشی و عهدشکنی یهودیان، پس از جنگ بدر سخن می‌رانند، ولی از مصادیق آن چیزی نمی‌گویند. حدس ویلیام مونتگومری وات نویسنده بریتانیایی این است که حرکتهایی بر ضد محمد وجود داشته که احتمالاً یهودیان، عاملان آنها را تشویق می‌کرده‌اند.

## نبرد
مسلمانان، به پا خواستند و یهودیان بنی قینقاع از ترس‌شان به قلعه‌های خود پناه بردند. محاصره همه‌جانبهٔ یهودیان، پانزده روز به طول انجامید و آنها بر اثر این محاصره به زانو درآمده درهای قلعه را باز و خود را تسلیم ارتش اسلام کردند و ناچار شدند اسلحه و اموال خود را بگذارند و مدینه را ترک کنند. با خروج یهودیان بنی قینقاع از مدینه، وحدت سیاسی مسلمانان با وحدت مذهبی‌شان توأم شد زیرا جز مسلمانان، گروه قابل توجه دیگری در مدینه نبود و بت‌پرستان و منافقان در برابر این وحدت ناچیز بودند.
بیشتر منابع، شنبه پانزدهم شوال سال دوم هجری و اول ذیقعده همان سال را زمان آغاز و پایان جنگ دانسته‌اند. در روایتی دیگر آمده‌است که چون محمد بر بنی قینقاع چیره شد و به مدینه بازآمد، عید قربان (دهم ذیحجه) بود و برای نخستین بار با مردم نماز عید گزارد. طبری در روایتی دیگر از ابن اسحاق، می‌نویسد که محمد پس از نبرد بدر، جز روزهای نخست ماه شوّال، بقیهٔ شوّال و ذیقعده را در مدینه بود. بنا به روایتی، ماه صفر سال سوم هجری را نیز زمان این رویداد دانسته‌اند و حتی گفته‌اند که تبعید بنی قینقاع و بنی نضیر در یک زمان صورت گرفته‌است. گوناگونی روایات، تعیین تاریخ دقیق این رخداد را دشوار کرده‌است. به هر حال، یهودیان به محاصره درآمدند و پس از پانزده روز تبعید شدند. محمد نخست حکم کرد که مردان را گردن زنند و زنان و فرزندانشان را به بردگی درآورند، اما با اصرار عبدالله ابن ابی از این کار چشم پوشید و آنان را به اِذْرَعات در بیابانهای حدود شام تبعید کرد.
زنان و فرزندان بنی قینقاع به آنان بخشیده شدند، ولی اموالشان به مسلمانان تعلّق گرفت.
پیامبر غنائم را بین اصحاب قسمت کرد و برای نخستین بار خمس آن را گرفت.(نخستین خمس که محمد از آن منتفع گشته بنابر تواریخ خمس اموال غنیمتی از  سره نخله  در نظر گرفته شده )